# Kamenický Šenov
Kamenický Šenov település Csehországban, Česká Lípa-i járásban. Kamenický Šenov Okrouhlá, Slunečná, Prysk, Skalice u České Lípy, Česká Kamenice és Nový Oldřichov településekkel határos. Lakosainak száma 3823 fő (2024. január 1.).

## Népesség
A település lakosságának változását az alábbi diagram mutatja:
| Lakosok száma | 4859 | 6089 | 5783 | 3827 | 4254 | 4073 | 3939 | 3919 | 3923 | 3823 |
|               | 1869 | 1890 | 1921 | 1950 | 1980 | 2001 | 2017 | 2019 | 2022 | 2024 |